# Brahima Korbéogo
Brahima Korbéogo (Ouagadougou, 23 gennaio 1975) è un ex calciatore burkinabé, di ruolo difensore.

## Carriera

### Club
Ha cominciato a giocare nel Satellite. Nel 1998 è passato all'USFAN. Nel 2000 si è trasferito all'Al-Ittihad Alessandria. Nel 2001 è stato acquistato dal Baniyas. Nel 2002 ha firmato un contratto con l'ASFA-Yennenga. Nel 2007 è stato ingaggiato dal CF Ouagadougou, con cui ha concluso la propria carriera nel 2008.

### Nazionale
Ha debuttato in Nazionale il 19 ottobre 1996, nell'amichevole Gabon-Burkina Faso (2-0). Ha messo a segno la sua prima rete con la maglia della Nazionale il 21 aprile 2001, in Burkina Faso-Malawi (4-2), siglando la rete del momentaneo 3-2 al minuto 83. Ha partecipato, con la Nazionale, alla Coppa d'Africa 1998 e alla Coppa d'Africa 2000. Ha collezionato in totale, con la maglia della Nazionale, 33 presenze e una rete.

## Statistiche

### Cronologia presenze e reti in nazionale
| Cronologia completa delle presenze e delle reti in nazionale ― Burkina Faso | Cronologia completa delle presenze e delle reti in nazionale ― Burkina Faso | Cronologia completa delle presenze e delle reti in nazionale ― Burkina Faso | Cronologia completa delle presenze e delle reti in nazionale ― Burkina Faso | Cronologia completa delle presenze e delle reti in nazionale ― Burkina Faso | Cronologia completa delle presenze e delle reti in nazionale ― Burkina Faso | Cronologia completa delle presenze e delle reti in nazionale ― Burkina Faso | Cronologia completa delle presenze e delle reti in nazionale ― Burkina Faso |
| Data                                                                        | Città                                                                       | In casa                                                                     | Risultato                                                                   | Ospiti                                                                      | Competizione                                                                | Reti                                                                        | Note                                                                        |
| --------------------------------------------------------------------------- | --------------------------------------------------------------------------- | --------------------------------------------------------------------------- | --------------------------------------------------------------------------- | --------------------------------------------------------------------------- | --------------------------------------------------------------------------- | --------------------------------------------------------------------------- | --------------------------------------------------------------------------- |
| 19-10-1996                                                                  | Libreville                                                                  | Gabon                                                                       | 2 – 0                                                                       | Burkina Faso                                                                | Amichevole                                                                  | -                                                                           | 46’ 87’                                                                     |
| 20-12-1996                                                                  | Cotonou                                                                     | Benin                                                                       | 1 – 1                                                                       | Gabon                                                                       | Amichevole                                                                  | -                                                                           |                                                                             |
| 22-12-1996                                                                  | Cotonou                                                                     | Burkina Faso                                                                | 2 – 1                                                                       | Ghana                                                                       | Amichevole                                                                  | -                                                                           |                                                                             |
| 25-12-1996                                                                  | Cotonou                                                                     | Benin                                                                       | 1 – 1                                                                       | Burkina Faso                                                                | Amichevole                                                                  | -                                                                           |                                                                             |
| 27-12-1996                                                                  | Cotonou                                                                     | Benin                                                                       | 0 – 0                                                                       | Burkina Faso                                                                | Amichevole                                                                  | -                                                                           |                                                                             |
| 06-04-1997                                                                  | Kasarani                                                                    | Kenya                                                                       | 4 – 3                                                                       | Burkina Faso                                                                | Qual. Mondiali 1998                                                         | -                                                                           |                                                                             |
| 27-04-1997                                                                  | Ouagadougou                                                                 | Burkina Faso                                                                | 1 – 2                                                                       | Nigeria                                                                     | Qual. Mondiali 1998                                                         | -                                                                           |                                                                             |
| 11-02-1998                                                                  | Ouagadougou                                                                 | Burkina Faso                                                                | 2 – 1                                                                       | Algeria                                                                     | Coppa d'Africa 1998                                                         | -                                                                           | 58’                                                                         |
| 27-02-1998                                                                  | Ouagadougou                                                                 | Burkina Faso                                                                | 4 – 4 (1 - 4 dtr)                                                           | RD del Congo                                                                | Coppa d'Africa 1998 - Finale 3º posto                                       | -                                                                           | 61’                                                                         |
| 23-01-1999                                                                  | Dakar                                                                       | Senegal                                                                     | 1 – 1                                                                       | Burkina Faso                                                                | Qual. Coppa d'Africa 2000                                                   | -                                                                           |                                                                             |
| 28-02-1999                                                                  | Bujumbura                                                                   | Burundi                                                                     | 1 – 2                                                                       | Burkina Faso                                                                | Qual. Coppa d'Africa 2000                                                   | -                                                                           | 35’                                                                         |
| 11-04-1999                                                                  | Ouagadougou                                                                 | Burkina Faso                                                                | 3 – 1                                                                       | Burundi                                                                     | Qual. Coppa d'Africa 2000                                                   | -                                                                           |                                                                             |
| 06-06-1999                                                                  | Ouagadougou                                                                 | Burkina Faso                                                                | 2 – 2                                                                       | Senegal                                                                     | Qual. Coppa d'Africa 2000                                                   | -                                                                           | 74’                                                                         |
| 25-01-2000                                                                  | Kano                                                                        | Burkina Faso                                                                | 1 – 3                                                                       | Senegal                                                                     | Coppa d'Africa 2000                                                         | -                                                                           |                                                                             |
| 29-01-2000                                                                  | Kano                                                                        | Zambia                                                                      | 1 – 1                                                                       | Burkina Faso                                                                | Coppa d'Africa 2000                                                         | -                                                                           | Ammonizione                                                                 |
| 01-02-2000                                                                  | Kano                                                                        | Egitto                                                                      | 4 – 2                                                                       | Burkina Faso                                                                | Coppa d'Africa 2000                                                         | -                                                                           |                                                                             |
| 26-05-2000                                                                  | Algeri                                                                      | Algeria                                                                     | 2 – 0                                                                       | Burkina Faso                                                                | Amichevole                                                                  | -                                                                           |                                                                             |
| 17-06-2000                                                                  | Blantyre                                                                    | Malawi                                                                      | 1 – 1                                                                       | Burkina Faso                                                                | Qual. Mondiali 2002                                                         | -                                                                           |                                                                             |
| 30-06-2000                                                                  | Nouakchott                                                                  | Mauritania                                                                  | 0 – 0                                                                       | Burkina Faso                                                                | Qual. Coppa d'Africa 2002                                                   | -                                                                           |                                                                             |
| 09-07-2000                                                                  | Ouagadougou                                                                 | Burkina Faso                                                                | 2 – 3                                                                       | Guinea                                                                      | Qual. Mondiali 2002                                                         | -                                                                           | 54’                                                                         |
| 16-07-2000                                                                  | Ouagadougou                                                                 | Burkina Faso                                                                | 3 – 0                                                                       | Mauritania                                                                  | Qual. Coppa d'Africa 2002                                                   | -                                                                           | 57’                                                                         |
| 03-09-2000                                                                  | Algeri                                                                      | Algeria                                                                     | 1 – 1                                                                       | Burkina Faso                                                                | Qual. Coppa d'Africa 2002                                                   | -                                                                           |                                                                             |
| 07-10-2000                                                                  | Ouagadougou                                                                 | Burkina Faso                                                                | 1 – 0                                                                       | Burundi                                                                     | Qual. Coppa d'Africa 2002                                                   | -                                                                           |                                                                             |
| 13-01-2001                                                                  | Ouagadougou                                                                 | Burkina Faso                                                                | 1 – 0                                                                       | Angola                                                                      | Qual. Coppa d'Africa 2002                                                   | -                                                                           |                                                                             |
| 27-01-2001                                                                  | Rustenburg                                                                  | Sudafrica                                                                   | 1 – 0                                                                       | Burkina Faso                                                                | Qual. Mondiali 2002                                                         | -                                                                           |                                                                             |
| 24-02-2001                                                                  | Bobo-Dioulasso                                                              | Burkina Faso                                                                | 1 – 2                                                                       | Zimbabwe                                                                    | Qual. Mondiali 2002                                                         | -                                                                           |                                                                             |
| 25-03-2001                                                                  | Luanda                                                                      | Angola                                                                      | 2 – 0                                                                       | Burkina Faso                                                                | Qual. Coppa d'Africa 2002                                                   | -                                                                           |                                                                             |
| 21-04-2001                                                                  | Ouagadougou                                                                 | Burkina Faso                                                                | 4 – 2                                                                       | Malawi                                                                      | Qual. Mondiali 2002                                                         | 1                                                                           | 83’                                                                         |
| 03-06-2001                                                                  | Bujumbura                                                                   | Burundi                                                                     | 0 – 0                                                                       | Burkina Faso                                                                | Qual. Coppa d'Africa 2002                                                   | -                                                                           |                                                                             |
| 17-06-2001                                                                  | Ouagadougou                                                                 | Burkina Faso                                                                | 1 – 0                                                                       | Algeria                                                                     | Qual. Coppa d'Africa 2002                                                   | -                                                                           |                                                                             |
| 01-07-2001                                                                  | Ouagadougou                                                                 | Burkina Faso                                                                | 1 – 1                                                                       | Sudafrica                                                                   | Qual. Mondiali 2002                                                         | -                                                                           |                                                                             |
| 08-09-2002                                                                  | Brazzaville                                                                 | Rep. del Congo                                                              | 0 – 0                                                                       | Burkina Faso                                                                | Qual. Coppa d'Africa 2004                                                   | -                                                                           | 65’                                                                         |
| 13-10-2002                                                                  | Ouagadougou                                                                 | Burkina Faso                                                                | 2 – 1                                                                       | Rep. Centrafricana                                                          | Qual. Coppa d'Africa 2004                                                   | -                                                                           |                                                                             |
| Totale                                                                      |                                                                             | Presenze                                                                    | 33                                                                          |                                                                             | Reti                                                                        | 1                                                                           |                                                                             |

## Palmarès

### Club

#### Competizioni nazionali
- Campionato burkinabé di calcio: 5

USFAN: 2000
ASFA-Yennenga: 2002-2003, 2003-2004, 2005-2006, 2007